# Аероснимање
Фотографисање из ваздуха или аероснимање је снимање камером, фотографија из ваздухоплова, авиона, хеликоптера, беспилотне летелице, балона, ракете, змаја, скајдајвера и сличних возила. На овај начин снимљене фотографије називају се и аероснимци.
Овај вид снимања први пут је применио француски фотограф Надар (фр. Nadar) 1858. године користећи као летелицу балон. У Првом светском рату аероснимање се први пут користило у војне сврхе. Аероснимање у војне сврхе данас често обављају беспилотне летелице (Предатор, итд). Вероватно најпознатији инцидент око снимања се десио изнад Совјетског Савеза 1. маја 1960. када је унутар совјетског ваздушног простора снимање вршио пилот У-2 летелице Гери Пауерс, који је био при томе и оборен код града Свердловска. Снимање је вршио са Кодак камером велике резолуције.
Аероснимање се примењује за потребе картографије (нарочито фотограметрије), просторног планирања, археологије, филмске продукције, проучавање природе, шпијунаже, комерцијалне рекламе и друго. Аероснимци су често укључени у ГИС.